# .rw
.rw is het achtervoegsel van domeinen van websites uit Rwanda. Er kunnen websites op niveau 2 en 3 geregistreerd worden.

## Niveau 2 domeinen
Naast het registreren van een Rwanda domeinnaam direct onder .rw, biedt RICTA, via geaccrediteerde en geregistreerde registrars, ook de volgende niveau twee domeinen:
| Niveau 2 domeinnamen | Type organisatie |
| -------------------- | --- |
| .rw                  | Elke algemene domeinnaam |
| .co.rw               | Commerciële en zakelijke organisaties |
| .org.rw              | Non-profit en/of niet-gouvernementele organisaties                                                                                       |
| .net.rw              | Netwerkinfrastructuurproviders |
| .ac.rw               | Rwandese academische instellingen. Autorisatie moet worden afgegeven door het Rwanda Ministry of Education of The Rwanda Education Board |
| .gov.rw              | Overheidsinstellingen van Rwanda. Autorisatie moet worden afgegeven door het kantoor van de president van Rwanda.                        |
| .mil.rw              | Gereserveerd voor het Rwandese leger (Rwanda Defense Forces - RDF)                                                                       |
| .coop.rw             | Rwandese coöperaties. Autorisatie moet worden afgegeven door het Rwanda Cooperative Agency.                                              |
| .ltd.rw              | Rwanda ' limited companies'. Autorisatie moet worden afgegeven door de Rwanda Development Board - RDB                                    |

## Geaccrediteerde registrars
Sinds 6 december 2016:
- 101 DOMAIN INC.
- Africa Olleh Services
- Africa Olleh Services
- AFRIREGISTER Ltd
- Brain Technologies
- BSC Ltd
- Cloud web
- CYUDA Ltd
- GALAXY GROUP Ltd
- GO Ltd
- Hostholik Ltd
- Igihe Ltd
- imaginet Rwanda Ltd
- Inyarwanda Ltd
- Ispa  Ltd
- Marcaria (company)
- Markmonitor Inc
- MTN Rwanda
- The Click
- Webspace LTD